# Amara horni
Amara horni är en skalbaggsart som beskrevs av Csiki. Amara horni ingår i släktet Amara och familjen jordlöpare. Inga underarter finns listade i Catalogue of Life.